# Hedevig af Danmark
Hedevig af Danmark (5. august 1581-26. november 1641) var en dansk prinsesse, der var kurfyrstinde af Sachsen fra 1602 til 1611.
Hun var datter af Frederik 2. og Sophie af Mecklenburg og gift med kurfyrst Christian 2. af Sachsen.
Ægteskabet var barnløst, og hendes mand blev efterfulgt af sin yngre bror, Johan Georg. Efter Christians død i 1611 indtog Hedevig en magtfuld position i Sachsen.

## Biografi
Hedevig blev født den 5. august 1581 på Frederiksborg Slot som datter af Kong Frederik 2. af Danmark og Sophie af Mecklenburg. Ligesom hendes søskende blev hun opdraget en del af sin barndom hos bedsteforældrene, Hertug Ulrik og Hertuginde Elisabeth, i Mecklenburg.
Den 12. september 1602 blev hun gift i Dresden med Kurfyrst Christian 2. af Sachsen, der dog døde allerede den 23. juni 1611. Ægteskabet var barnløst, og hendes mand blev efterfulgt af sin yngre bror, Johan Georg
Efter mandens død tog hun ophold på sit enkesæde, slottet Lichtenburg nær Prettin i Sahcsen. Hun indtog en magtfuld position i Sachsen og forvaltede fra 1611 til 1641 amterne Annaburg, Schweinitz (med Prettin und Lichtenburg), Seyda og Schlieben. Hun havde sågar en lille hær til rådighed, da hendes svoger, Kurfyrst Johan Georg 1. af Sachsen overlod hende en eskadron dragoner og en deling fodfolk som æresvagt.
I Sachsen er hendes navn knyttet til forskellige byggeforetagender, ligesom hun sørgede for kirker og skoler i hendes livgeding. Hun opførte en kirke i landsbyen Hohndorf nær Prettin og ombyggede den lille kirke St. Peter und Paul i Labrun.
Hun vedblev at stå i ret livlig forbindelse med sin bror Christian 4. og besøgte Danmark både i 1631 til sin mors begravelse og i 1634 til den udvalgte prins Christians bryllup med hendes afdøde mands niece Magdalena Sibylla af Sachsen.
Hun døde den 26. november 1641 på Lichtenburg og blev begravet i Freiberg i Sachsen.